# Pseudoskorpione
Die Pseudoskorpione (Pseudoscorpiones, Syn.: Pseudoscorpionida) oder Afterskorpione sind eine Ordnung der Spinnentiere (Arachnida). Weltweit sind etwa 3000 Arten bekannt, mit Körperlängen von einem bis sieben Millimetern. Etwa 100 Arten sind in Mitteleuropa beschrieben, davon 49 auch aus Deutschland.

## Lebensweise

Ein Pseudoskorpion durch ein Binokular betrachtet

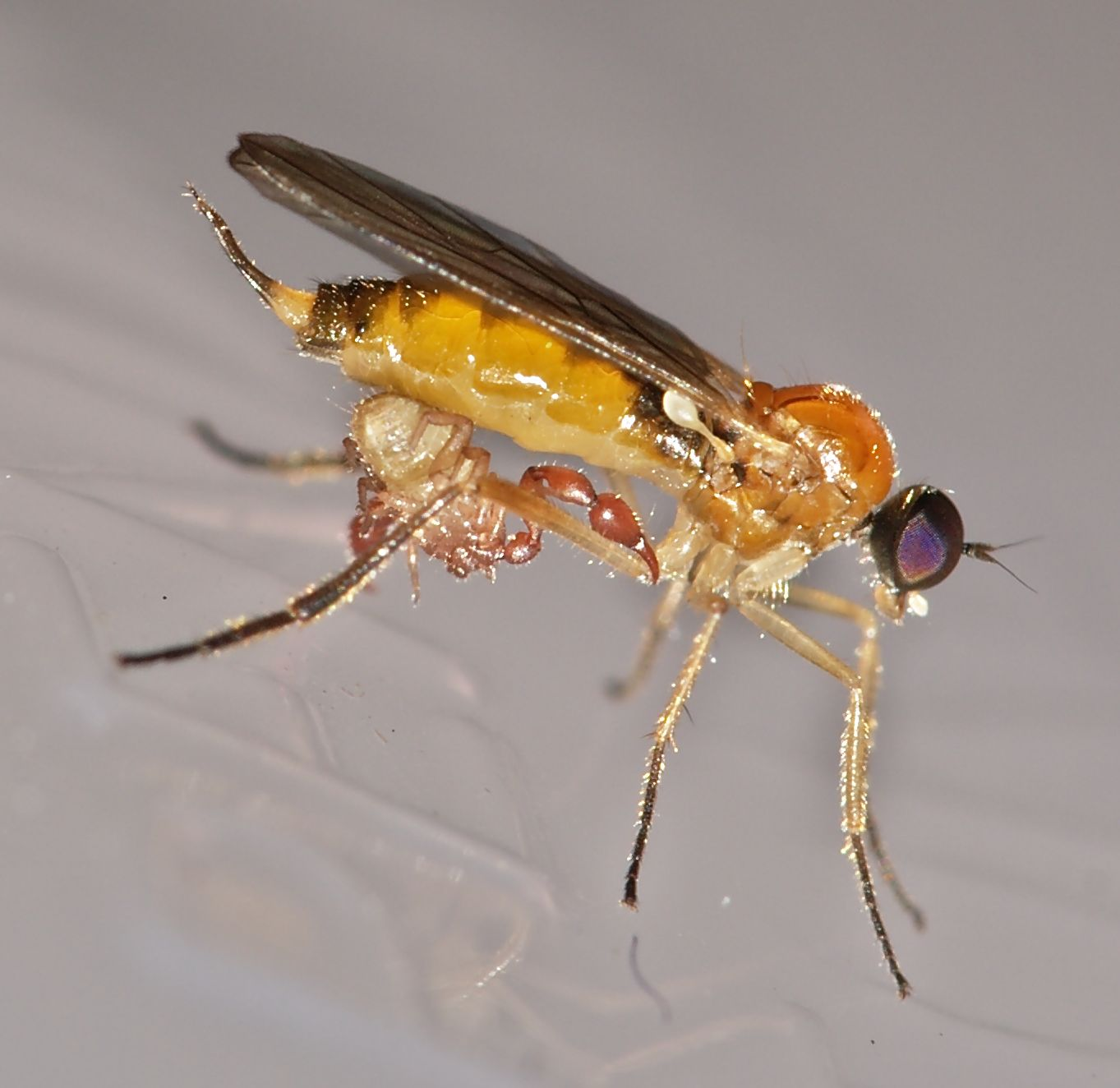
Pseudoskorpion als „blinder Passagier“ am Bein einer Buckeltanzfliege

Pseudoskorpione finden sich vor allem am Boden in der Laubauflage sowie in Moospolstern und Pilzmatten, aber auch gerne unter loser Baumrinde. Sie kommen in beinahe allen Landlebensräumen vor, inklusive der Meeresküste (Steinküsten, beispielsweise die größte Art Garypus beauvoisii) sowie in menschlichen Behausungen (Bücherskorpion, Chelifer cancroides). Einige Spezies lassen sich von Fliegen, Käfern oder anderen Insekten transportieren (Phoresie), um neue Habitate zu finden. Dabei sind besonders in den Tropen einige Arten direkt mit spezifischen Käferarten gekoppelt, unter deren Flügeldecken sie leben und sich auch paaren. Aber auch in Mitteleuropa kommen Arten vor, die sich an Fliegenbeinen festklammern, um so neue Lebensräume zu erreichen (etwa Lamprochernes nodosus).
Wie fast alle Spinnentiere leben auch die Pseudoskorpione von anderen, kleineren Gliederfüßern wie Springschwänzen, die sie mit den Pedipalpenscheren ergreifen. In einem oder beiden Scherenfingern münden bei den Pseudoskorpionen Giftdrüsen, mit deren Hilfe sie die Beute lähmen. Arten mit großen Scheren zerreißen ihre Opfer anschließend, kleinere Arten beißen ein Loch in deren Körperhülle und saugen sie aus.

## Bau der Pseudoskorpione
Der Körperbau der Pseudoskorpione erinnert an den der Skorpione, vor allem aufgrund der mit einer großen Schere bestückten Pedipalpen, die mit auffälligen Sinneshaaren (Trichobothrien) versehen sind. In diese Scheren münden bei den meisten Arten auch Giftdrüsen. Anders als bei den Skorpionen ist der Hinterleib (Opisthosoma) nicht geteilt, setzt aber wie bei diesen und im Gegensatz zu den Webspinnen ohne einen Hinterleibsstiel direkt am Vorderkörper (Prosoma) an. Die Kieferklaue (Chelicere) der Pseudoskorpione ist zweigliedrig und bildet eine kleine Schere, ein Merkmal, welches diese Tiere mit den Walzenspinnen teilen. In diese münden häufig Spinndrüsen.

## Fortpflanzung und Entwicklung

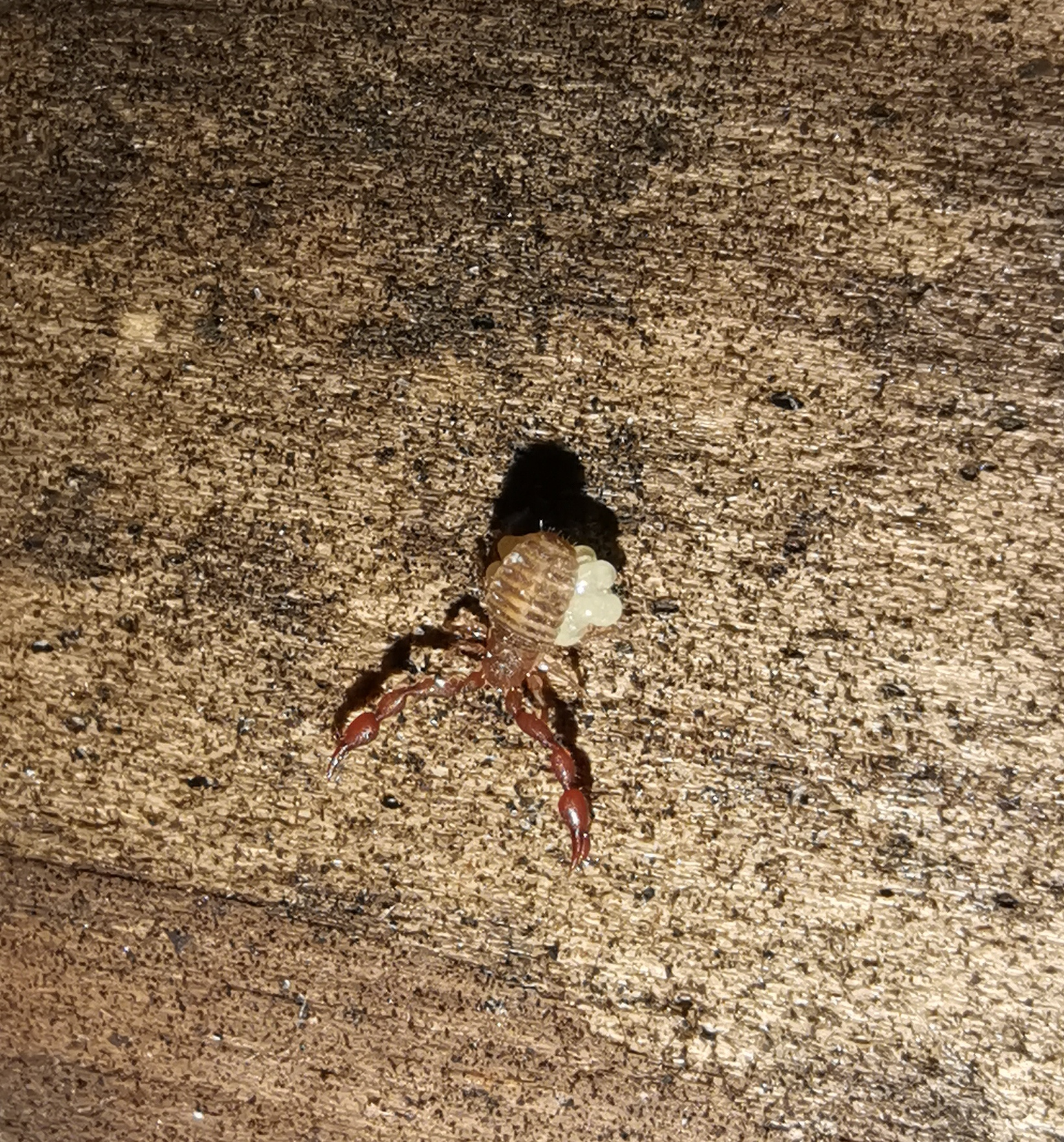
Weiblicher Pseudoskorpion mit Eiern in Brutsack

Die Spermienübertragung erfolgt durch gestielte Spermienpakete (Spermatophoren), die von den Männchen auf dem Substrat abgesetzt werden. Bei einigen Arten setzen die Männchen diese Pakete einfach auf dem Boden ab, ohne Anwesenheit eines Weibchens, die Aufnahme durch ein Weibchen erfolgt zufällig. Andere Arten führen einen „Paarungstanz“ ähnlich dem der Skorpione durch und locken die Weibchen über Duftstoffe (Pheromone) an.
Die Eiablage erfolgt in speziell gesponnenen Brutkammern. Die Eier selbst trägt das Weibchen in einem ausgeschiedenen Brutsack an der Genitalöffnung mit sich herum und ernährt sie über ein Sekret der Eierstöcke. Nach dem Schlüpfen sind die Nymphen (Proto-, Deuto- und Tritonymphe) freilebend, nach drei Häutungen sind die Tiere geschlechtsreif. Für die Häutung spinnen sich die Tiere eigene Häutungskammern.

## Systematik
Obwohl Pseudoskorpione den Skorpionen äußerlich recht ähnlich sind, sind sie nicht näher mit diesen verwandt. Ihre nächsten Verwandten sind die Walzenspinnen, mit denen sie die gleichartige Chelicere sowie den Aufbau ihres Tracheensystems teilen.
Die mitteleuropäischen Arten der Pseudoskorpione gehören den folgenden Familien an (mit Beispielen):
- Cheiridiidae
  - Apocheirdium ferum
  - Cheiridium museorum
- Cheliferidae
  - Bücherskorpion (Chelifer cancroides)

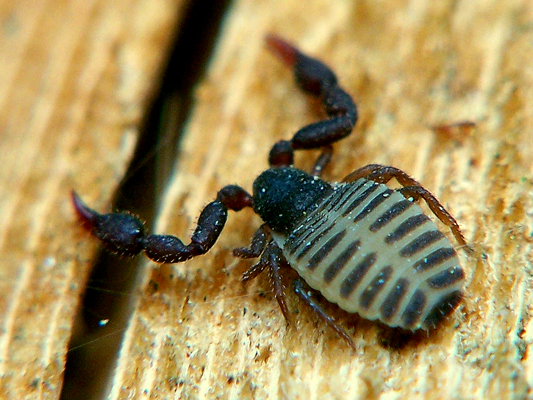
Pseudoskorpion – vermutlich ein Vertreter der Familie Chernetidae

  - Dactylochelifer latreillei
  - Withius piger
- Chernetidae Pseudoskorpion – vermutlich ein Vertreter der Familie Chernetidae
  - Allochernes wideri
  - Chernes cimicoides
  - Dendrochernes cyrneus
  - Dinocheires panzeri
  - Lasiochernes pilosus
  - Pselaphochernes scorpioides
- Chthoniidae
  - Chthonius ischnocheles
  - Chthonius tetrachelatus
- Neobisiidae
  - Microbisium brevifemoratum
  - Moosskorpione (Neobisium)

## Fossile Belege
Der älteste bekannte Fund eines Pseudoskorpions wird auf devonisches Alter datiert (ca. 380 Mill. Jahre). Die mit mindestens 25 identifizierten Arten weitaus umfangreichsten fossilen Belege stammen aus dem eozänen/oligozänen Baltischen Bernstein. Auch in Bernstein anderer tertiärer und kreidezeitlicher Lagerstätten kommen Pseudoskorpione vor, sind aber sehr selten. Insgesamt wurden 43 fossile Arten aus sechzehn Familien beschrieben. Einige Inklusen des Baltischen Bernsteins belegen, dass schon im Alttertiär phoretische Beziehungen zu verschiedenen Insekten bestanden.